# اتحاد مسلمي سبتة
اتحاد مسلمي سبتة (بالإسبانية: Unión de Musulmanes de Ceuta) (بالإنجليزية: Union of Muslims of Ceuta) هو حزب سياسي في سبتة، إسبانيا، سجل في عام 2002. يرأس الحزب محمد حامد. وقد قدم الحزب ترشيحا في الانتخابات البلدية عام 2003، لكنه انسحب قبل التصويت.